# Hypseocharitaceae
Classification APG II (2003)
Famille
Classification APG III (2009)
La famille des Hypseocharitaceae est une petite famille de plantes dicotylédones qui comprend huit espèces du genre Hypseocharis (es).
Ce sont des plantes herbacées, pérennes, sans tige, à rosette, des régions montagneuses tropicales, originaires des Andes.

## Étymologie
Le nom vient du genre Hypseocharis (es), qui vient du grec ὑψόσ / ypsos, « hauteur ; cime ; sommet », et χαρισ / charis, « charme ; beauté », littéralement « beauté des cimes ». 

## Classification
La classification phylogénétique APG II (2003) l'incorpore optionnellement aux Geraniaceae dans l'ordre des Geraniales.
En classification phylogénétique APG III (2009) cette famille est invalide et ses genres sont incorporés dans la famille Geraniaceae.